# 1566 год в науке
В 1566 году произошли различные научные и технологические события, некоторые из которых представлены ниже.

## События
- По указу Ивана Грозного заложен Орловский кремль для защиты Москвы с юга от постоянных крымско-ногайских набегов, этот год считается также годом основания города Орёл.

## Публикации
- Ремберт Додунс: «История кукурузы, овощей, осоки, водных растений и всего, что к ним относится» (Frumentorum, leguminum, palustrium et aquatilium herbarum, ac eorum quae eo pertinent historia).
- Педру Нуниш: «Petri Nonii Salaciensis Opera», труды по навигации.
- Вышла книга Диего де Ланда, третьего епископа Юкатана, исследователя и палача  цивилизации Майя — «Сообщение о делах в Юкатане».

## Родились

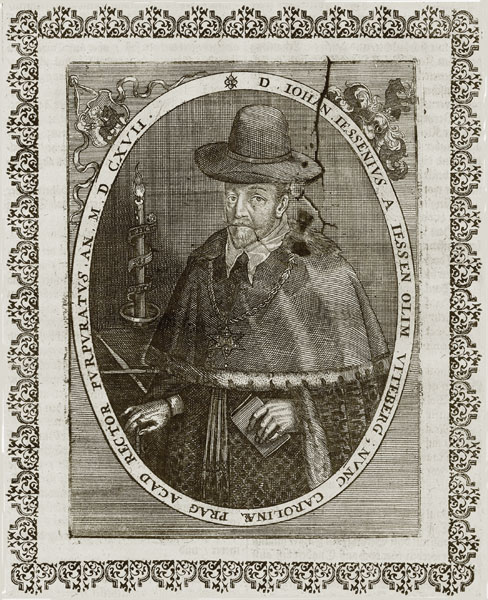
Ян Ессениус

См. также: Категория:Родившиеся в 1566 году
- 2 февраля — Михал Сендзивой, польский алхимик и врач (умер в 1636 году),
- 8 марта — Джузеппе Бьянкани, итальянский астроном (умер в 1624 году),
- 27 декабря — Ян Ессениус, венгерский врач (казнён в 1621 году),

## Скончались
См. также: Категория:Умершие в 1566 году
- 4 мая — Лука Гини, итальянский врач и ботаник, считается первым составителем гербария[1] (род. в 1490 году),
- 10 мая — Леонарт Фукс, немецкий врач и ботаник (род. в 1501 году),
- 2 июля — Нострадамус, французский врач. алхимик и астролог (род. в 1503 году),
- 30 июля — Гийом Ронделе, французский врач и зоолог, создатель научной ихтиологии  (род. в 1507 году),